# 卡洛塔·马丁内斯·西雷斯
卡洛塔·马丁内斯·西雷斯（西班牙語：Carlota Martínez Círez，2001年2月13日—），西班牙女子网球运动员。
卡洛塔出生于阿拉贡的萨达瓦，小时候曾在皇家巴塞罗那网球俱乐部接受网球训练。她于2017年在卢森堡举行的ITF青少年巡回赛中赢得了她的首个冠军。
2022年3月，她在摩洛哥马拉喀什赢得了她的首个职业赛事冠军，在决赛中以6-2、6-0击败了德国选手香塔尔·索万特（Chantal Sauvant）。
2023年7月，她在多米尼加共和国蓬塔卡納网球锦标赛中夺冠，决赛中以6-3、6-3击败了叶卡捷琳娜·马卡洛娃。随后，她首次参加了大满贯资格赛——2023年美国网球公开赛，但在资格赛首轮被本土选手安·李淘汰。
2024年1月，她参加了2024年澳大利亚网球公开赛的资格赛，但输给了波利娜·库德梅托娃。她在2024年ITF女子世界网球巡回赛的萨拉戈萨网球公开赛中打入了四分之一决赛。
2025年4月，她获得了2025年马德里网球公开赛正赛的外卡参赛资格。